# Aluta
Aluta (rum. Olt) – rzeka w Rumunii, lewy dopływ Dunaju o długości 615 km i powierzchni dorzecza 24 050 km².
Rzeka wypływa ze źródeł na południe od przełęczy Bicaz w górach Hășmaș, płynie przez Karpaty Wschodnie i Karpaty Południowe, między Górami Fogaraskimi i Górami Sybińskimi tworzy głęboki Przełom Czerwonej Wieży, przecina przedpole Karpat i Nizinę Wołoską, a do Dunaju uchodzi naprzeciw bułgarskiej miejscowości Čerkovica, w pobliżu Islaz.
Główne dopływy:
- lewe: Negru, Topolog
- prawe: Hirtibaciu, Lotru, Olteț, Bradu

Ważniejsze miejscowości nad Alutą: Fogarasz, Mârșa Racovița, Călimănești, Râmnicu Vâlcea, Slatina, Turnu Măgurele.